# Thales SIX GTS France
Thales SIX GTS France (anciennement Thales Communications & Security) est une société créée par le groupe Thales le 1er juillet 2011,. Elle est le fruit de la fusion de deux sociétés du Groupe : Thales Communications, spécialisée dans les produits et systèmes d’information et de communication sécurisés pour les forces armées et de sécurité, et Thales Security Solutions & Services, société spécialisée dans les systèmes de sécurité urbaine, de protection des infrastructures critiques et des voyageurs. Avec cette nouvelle société, Thales souhaite conforter sa position de numéro un européen des systèmes d’information et de communication sécurisés pour les marchés mondiaux de la défense, de la sécurité et du transport terrestre.
Filiale à 100 % de Thales SA, la nouvelle entité réalise la moitié de son chiffre d’affaires en France, l'autre moitié à l’export.
Basée à Gennevilliers (Hauts-de-Seine), Thales SIX GTS France emploie environ 7 000 personnes sur 8 sites principaux en France.
Thales SIX GTS France concentre plus de la moitié des activités du groupe Thales (environ 3 milliards d’euros) dans les systèmes C4I de défense et de sécurité (Command, Control, Computer, Communications and Intelligence).

## Activités
Avec Thales SIX GTS France, Thales se positionne comme le numéro un européen et parmi les tout premiers mondiaux des systèmes d’information et de communication sécurisés pour les marchés de la défense, de la sécurité et du transport terrestre, et comme un acteur majeur de la cybersécurité,.

### Produits et systèmes
(janvier 2016).

#### Défense
- Produits de radiocommunications
  - Produits tactiques
  - Produits air et naval
- Systèmes
  - Réseaux stratégiques et d’infrastructure
  - Réseaux mobiles
  - Systèmes de protection défense
  - Sécurité des technologies de l’information

#### Sécurité
- Systèmes de sécurité urbaine
- Systèmes de protection des infrastructures critiques (aéroports, énergie, sites sensibles…)
- Systèmes identitaires sécurisés (vendu en 2016)
- Sécurité des technologies de l’information
- Systèmes de protection contre les NRBC

#### Transport terrestre
- Systèmes Ferroviaires Intégrés (grandes lignes et métros)
- Systèmes intégrés de communication et de supervision
- Systèmes de billettique

#### Services
- Services d'opérateur (par exemple : Contrat FOC+ pour la Force internationale d'assistance et de sécurité[7], en Afghanistan)
- Soutien aux utilisateurs
- Services de maintenance (maintien en condition opérationnelle)

## Stratégie
La création de Thales SIX GTS France s’inscrit dans la stratégie du groupe Thales qui vise à croître dans les systèmes d’aide à la décision dans des environnements complexes, sur les marchés civils et militaires.
Thales SIX GTS France permet d’étendre et d’accélérer les coopérations déjà existantes entre les équipes de Thales Communications et de Thales Security Solutions & Services, désormais regroupées. Parmi les récents exemples de coopérations, on peut citer en France la réalisation, l’exploitation et la maintenance des systèmes d’information et de communication (SIC) et de sûreté du nouveau siège du ministère de la Défense (France) à Balard, et à l’international le système de sécurité urbaine de la ville de Mexico.
Thales développe aussi des solutions à destination des grandes entreprises (Teopad)
En début août 2021, Thales négocie avec Hitachi Rail, la cession de son activité GTS (Ground Transportation Systems) qui sera effective en 2023, pour un montant d'environ 1.7 milliards d'Euros, si toutes les autorisations réglementaires seront acquises, dont la direction de la Concurrence de la Commission Européenne. Cependant,  l'Autorité britannique de la concurrence et des marchés (CMA) s'inquiète de cette fusion et elle mène une enquête sur l'incidence d'une telle fusion sur le marché britannique pour la fourniture de systèmes ferroviaires numériques de grande ligne et de signalisation urbaine.

## Implantations
Thales SIX GTS France a huit principaux sites en France, avec des domaines d'activités variés :
- Brive (Corrèze) : air & naval, soutien et service client, opérations ;
- Cholet (Maine-et-Loire) : réseaux tactiques, réseaux mobiles, sécurité des technologies de l’information, opérations ;
- Gennevilliers (Hauts-de-Seine) (siège social) : activité produits de radiocommunication, activité systèmes, opérations. Ce site remplace celui de Colombes (Hauts-de-Seine), fermé depuis octobre 2012[13],[14] ;
- Lambersart (Nord) : soutien et service clients, opérations ;
- Laval (Mayenne) : air & naval, soutien et service client, opérations ;
- Brétigny-sur-Orge (Essonne) : billettique ;
- Toulouse (Haute-Garonne) : Ingénierie des technologies de l'électronique, Évaluation de la sécurité des technologies de l'information ;
- Vélizy (Yvelines) : transport et sécurité, arme nucléaire, radiologique, biologique et chimique (NRBC) dont 5 collaborateurs basés à Cavaillon (Vaucluse).